# Gamla Uppsala

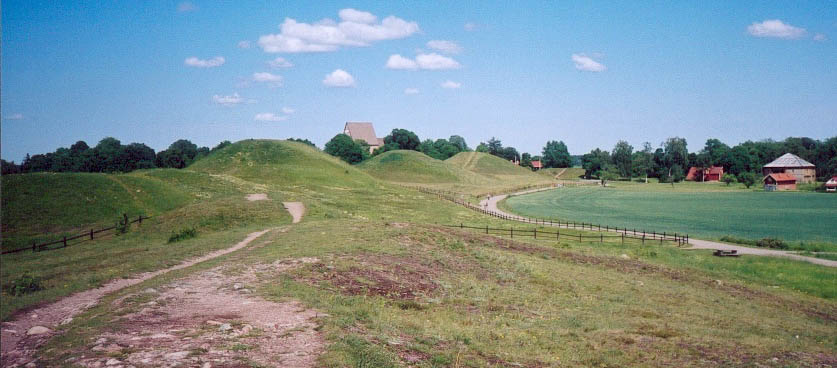
Gamla Uppsala es un área rica en vestigios arqueológicos; vista desde el cementerio, cuyos montículos mayores (a la izquierda) están cerca de los Tres Túmulos Reales (kungshögarna en sueco). El edificio más allá de los montículos es la iglesia (Gamla Uppsala kyrka), y a su derecha está el montículo del Thing y el museo. Algunos de los túmulos datan del.

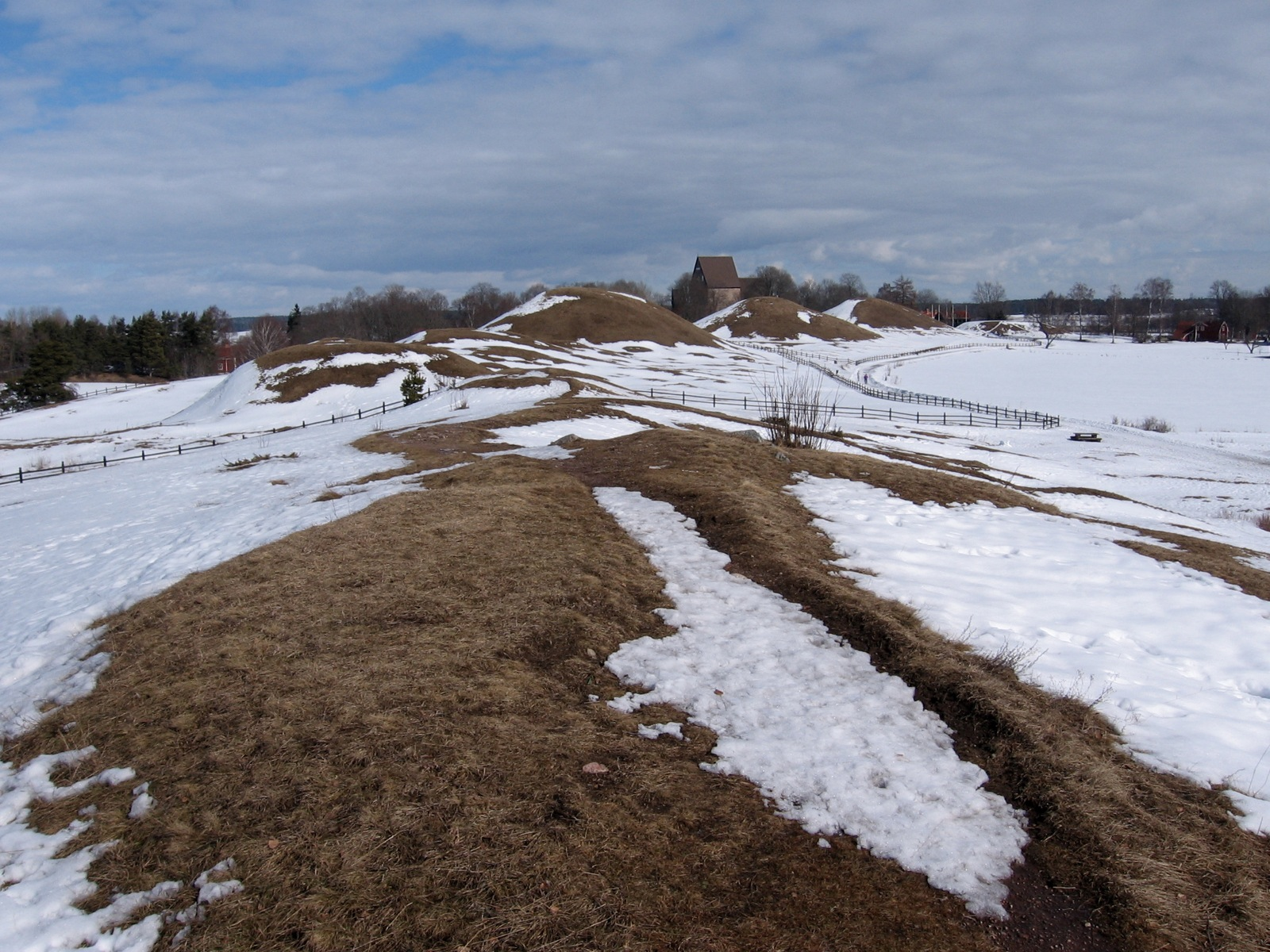
Gamla Uppsala en el invierno de 2006.

Gamla Uppsala («Vieja Uppsala») es una parroquia y una población a las afueras de Uppsala, en Suecia. En 1991, tenía 16 231 habitantes. Fue la sede de los reyes suecos antes de la Edad Media, y aparece con mucha frecuencia en la mitología nórdica y sus leyendas.

## Descripción geográfica
Gamla Uppsala se encuentra en una planicie cultivada, en el valle del río Fyris (el valle era antiguamente llamado Fýrisvellir), densamente poblada en la parte sur (en la ciudad de Uppsala), mientras que el norte está compuesto por granjas.

## Historia
Los registros escritos antiguos relatan que en tiempos prehistóricos Gamla Uppsala era famosa por toda Europa del Norte, y la sede de los reyes suecos, pertenecientes a la legendaria dinastía de los Ynglings. En la Edad Media, Gamla Uppsala era la mayor aldea de Uppland (llamada precisamente Uppsala), y su parte oriental era el corazón de la red de propiedades reales, el Uppsala öd. La actual ciudad de Uppsala fue fundada mucho más tarde, con el nombre de Östra Aros. Cuando en 1240 la Catedral de Gamla Uppsala fue destruida por un incendio, se pidió permiso al papa para construir una nueva catedral en Östra Aros, donde hasta entonces sólo se encontraba un mercado y algunas viviendas. La proposición fue aceptada con la condición de que el nuevo emplazamiento de la catedral tomara el antiguo nombre. Fue así como Östra Aros fue nombrada como Uppsala, mientras que el viejo asentamiento al norte pasó a llamarse Gamla Uppsala (antiguo Uppsala).
Los relatos de Adán de Bremen sobre Uppsala en la década de 1070 la describen como un centro de cultos paganos, con el enorme Templo de Uppsala, que contenía estatuas de madera de Odín, Thor y Frey. Gamla Uppsala tenía también un gran Thing, el Thing de todos los Suecos y una feria, el Disting (la cual aún se celebra anualmente).
Otras fuentes cuentan sobre un renacimiento pagano a finales del siglo XI, bajo el rey Blot-Sven. El hecho de que cuando Suecia recibió el arzobispado en 1164, este fue localizado en Gamla Uppsala, es testimonio de la gran importancia que Gamla Uppsala tiene en las tradiciones suecas. En la práctica, ha perdido su importancia estratégica, debido al constante levantamiento del terreno.